# Bóbis Gyula
Bóbis Gyula (Kecskemét, 1909. október 7. – Budapest, 1972. január 24.) olimpiai bajnok birkózó, Bóbis Ildikó, háromszoros olimpiai ezüstérmes tőrvívó apja.

## Életpályája
Sportpályafutását a Kecskeméti TE labdarúgójaként kezdte, majd a BVSC birkózója lett. 
1934-ben nyerte első országos bajnokságát, és ettől kezdve tizenhat éven keresztül volt jelen a magyar birkózósport élvonalában. Mindkét fogásnemben versenyzett. 1934-ben nyerte első országos bajnokságát. 1936 és 1950 között harmincegyszer volt magyar válogatott. Legnagyobb sikerét az 1948-as londoni olimpián érte el, ahol szabadfogású nehézsúlyban kilenc induló közül ő nyerte el az aranyérmet. A döntőben a nála tizenkét évvel fiatalabb svéd Bertil Antonssont győzte le.
Visszavonulása után MÁV tisztviselőként dolgozott. 1971-ben megkapta a Nemzetközi Birkózó Szövetség (FILA) érdemrendjét.

## Sporteredményei
- olimpiai bajnok:
  - szabadfogás, nehézsúly: 1948, London
- világbajnoki 2. helyezett:
  - kötöttfogás, nehézsúly: 1950, Stockholm
- kétszeres Európa-bajnoki 3. helyezett 
  - szabadfogás, nehézsúly: 1937, München
  - kötöttfogás, nehézsúly: 1939, Oslo
- Európa-bajnoki 4. helyezett:
  - szabadfogás, félnehézsúly: 1946, Stockholm
- huszonegyszeres magyar bajnok:
  - kötöttfogás, félnehézsúly: 1934
  - kötöttfogás, nehézsúly: 1935, 1938, 1939, 1940, 1946, 1947, 1948, 1950
  - szabadfogás félnehézsúly: 1942, 1943
  - szabadfogás nehézsúly: 1935, 1936, 1937, 1938, 1939, 1940, 1946, 1947, 1949, 1950
- ötszörös magyar csapatbajnok:
  - kötöttfogás: 1934, 1935, 1946, 1948, 1950)

## Emlékezete

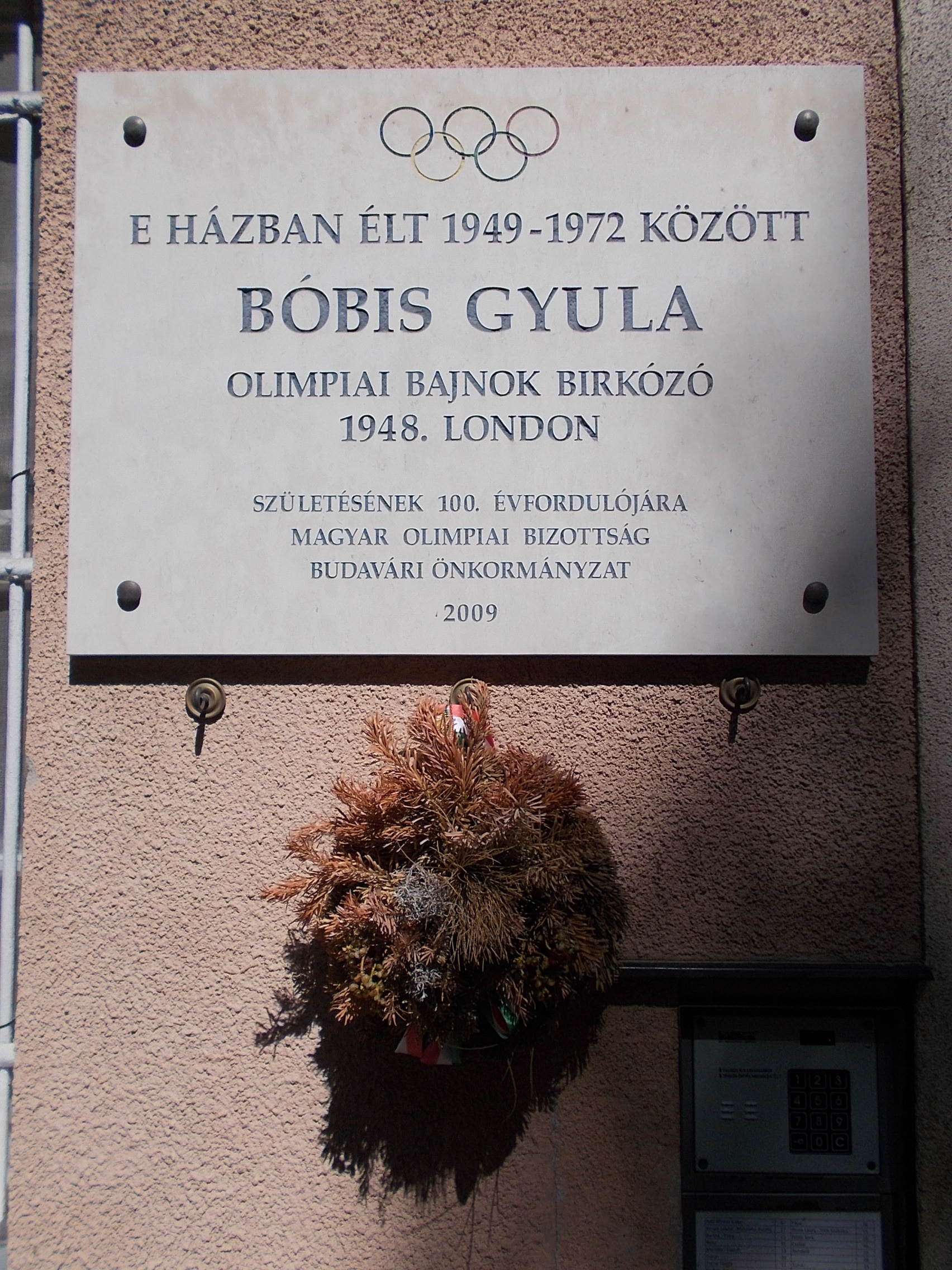
Emléktáblája a Krisztinavárosban (Mátray u. 5-7.)

Budapest XVII. kerületében 2001-ben teret, Kecskeméten teret és edzőcsarnokot neveztek el róla. Emléktáblája van a Krisztinavárosban (Mátray u. 5-7.)

## Díjai, elismerései
- Magyar Népköztársasági Érdemrend V. fokozat (1951)[4]
- A Magyar Népköztársaság kiváló sportolója (1951)[5]